# Onthophagus pipitzi
Onthophagus pipitzi är en skalbaggsart som beskrevs av César Marie Félix Ancey 1883. Onthophagus pipitzi ingår i släktet Onthophagus och familjen bladhorningar. Inga underarter finns listade i Catalogue of Life.